# Boosaaso
Boosaaso (auch Bosaso geschrieben, arabisch بوساسو Bawsāsū; Alternativname Bender Cassim) ist eine Hafenstadt im Norden Somalias am Golf von Aden, der zum Indischen Ozean gehört. Die Stadt ist Hauptstadt der Region Bari, die Teil des de facto autonomen Puntland ist.

## Bevölkerung
Schätzungen und Berechnungen zur Bevölkerungszahl von Boosaaso variieren stark. Inoffiziellen Angaben zufolge hat die Stadt etwa 250.000 Einwohner, wovon etwa 30.000 als Binnenvertriebene in Lagern leben. Andere Angaben gehen von etwa 109.000 oder auch bis zu 700.000 Bewohnern aus. Bedeutendster Clan sind traditionell die Majerteen-Darod, heute leben aber auch Angehörige diverser anderer Clans in der Stadt.

## Wirtschaft
In jüngerer Zeit hat sich Boosaaso zum regionalen Wirtschaftszentrum im Nordosten Somalias entwickelt, da die Stadt über eine gut ausgebaute Infrastruktur (einen Flughafen, Zugang zum Meer, Hauptstraßen nach Garoowe, Gaalkacyo und von dort nach Berbera und Mogadischu) verfügt und während des in anderen Landesteilen herrschenden somalischen Bürgerkrieges relativ stabil geblieben ist. Somalische Emigranten in Europa und Nordamerika trugen mit ihren Geldüberweisungen wesentlich zum Aufbau der Stadt bei. Diese Faktoren haben dazu geführt, dass Boosaaso stark gewachsen ist.

## Geschichte
Manche Geschichtswissenschaftler sehen in dem Gebiet von Boosaaso (zusammen mit den Städten Berbera und Zeila) das antike Land von Punt, mit welchem das Alte Ägypten schon in der 5. Dynastie Handelsbeziehungen pflegte. Diese Beziehungen wurden unter Pharaonin Hatschepsut bis zur 26. Dynastie fortgeführt.
Im Buch Periplus Maris Erythraei wird vermerkt, dass griechische Händler nach Mosylon segelten, das aufgrund der Beschreibungen wohl mit Boosaaso gleichzusetzen ist.
Das heutige Boosaaso ging aus der Siedlung Bender Qassim (Stadt des Qassim) hervor, die vom arabischen Händler Qassim im 14. Jahrhundert gegründet wurde. Der Name der Stadt soll von dessen Kamel namens Bosa oder Boosaas stammen.
Das Regime Siad Barres legte in den 1980er Jahren den Haupthafen an, zusammen mit einer zweispurigen Schnellstraße, auf der Vieh zur Verschiffung auf die Arabische Halbinsel transportiert werden kann.

## Boosaaso in der Gegenwart

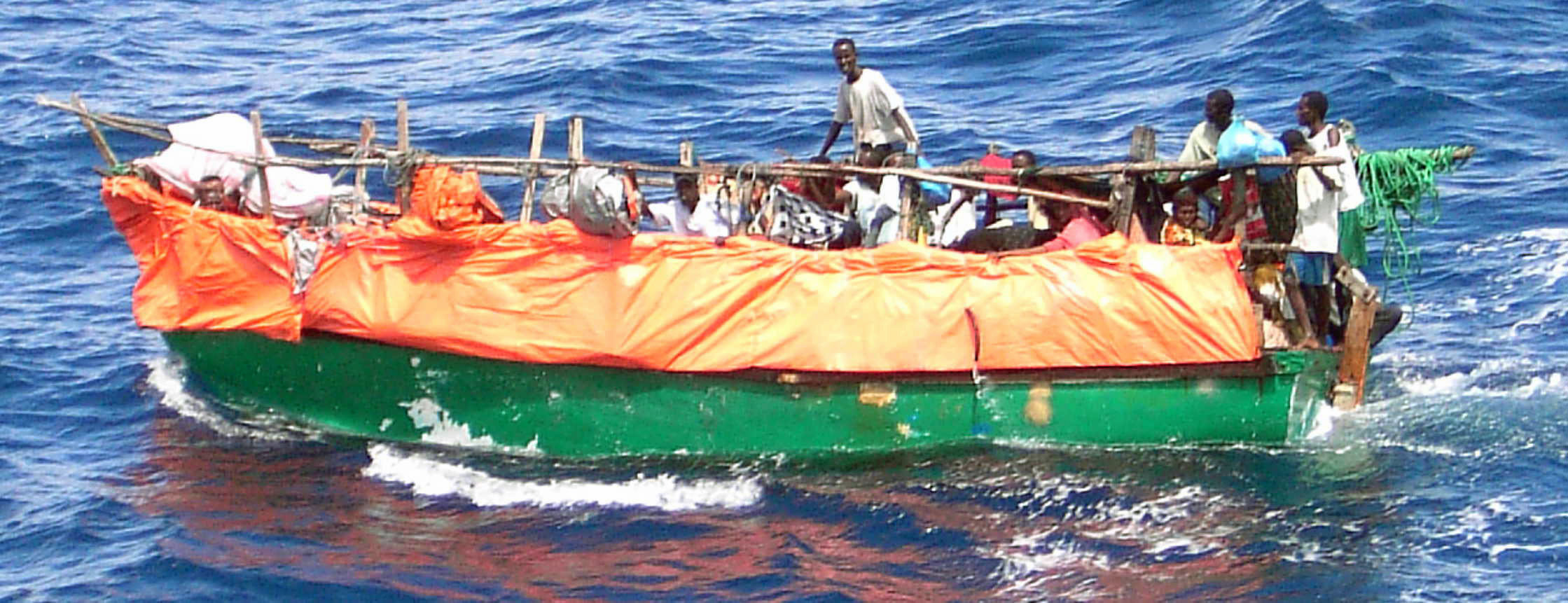
Somalisches Flüchtlingsboot im Indischen Ozean

Heute ist Boosaaso – neben Berbera und Dschibuti – zum bedeutenden Exporthafen für Güter aus weiter südlich gelegenen Gebieten Somalias und Teilen Äthiopiens geworden, seit wegen des Bürgerkriegs die Häfen von Mogadischu und Kismaayo im Süden lange geschlossen waren. Diese teilweise Verlagerung der Handelsströme zwischen Südsomalia und der Arabischen Halbinsel nach Boosaaso führte zum wirtschaftlichen Aufschwung.
Boosaaso selbst wurde seit dem Sturz der Regierung 1991 von den lokalen Clans und der in diesen verankerten SSDF kontrolliert und blieb weitgehend unberührt von Kampfhandlungen. Seit 1998 ist es Teil der de facto autonomen Region Puntland.
Das Wachstum der Stadt ist stark, manchen Angaben zufolge handelt es sich um die am schnellsten wachsende Stadt Somalias. Wegen seiner wirtschaftlichen Prosperität wird Boosaaso vermehrt zum Ziel von Kriegsflüchtlingen und Wirtschaftsmigranten aus anderen Teilen Somalias sowie aus Äthiopien. Zehntausende versuchen jährlich, von hier aus als Bootsflüchtlinge über den Golf von Aden in den Jemen zu gelangen.

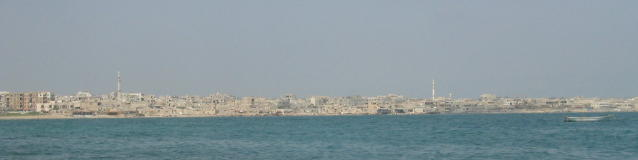
Panorama von Boosaaso